# 金斯普雷里鎮區 (密蘇里州巴里縣)
金斯普雷里鎮區（英語：Kings Prairie Township）是位於美國密蘇里州巴里縣的一個行政鎮區。

## 地方資料
金斯普雷里鎮區的面積為74.43平方千米，當中陸地面積為74.41平方千米，而水域面積為0.02平方千米。根據2020年美國人口普查的數據，當地共有人口923人，而人口密度為每平方千米12.4人。